# Krasec čtyřtečný
Krasec čtyřtečný (Anthaxia quadripunctata) je brouk z čeledi krascovití (Buprestidae). Tento druh je rozšířený po celé Evropě a zasahuje i do Kavkazu a Přední Asie.

## Popis
Krasec čtyřtečný dorůstá délky 5 až 8 mm. Tělo je černé až tmavohnědé, často s měděným leskem. Štít je téměř obdélníkový, s typickými čtyřmi důlky uspořádanými v příčné linii. Krovky jsou dvakrát delší než široké, s jemnou texturou a zúženými špičkami.

## Výskyt
Krasec čtyřtečný obývá řídké jehličnaté lesy, kde se živí na smrku, jedli a modřínu. Vyskytuje se v celé Evropě, na Kavkaze, v Malé Asii a Přední Asii.

## Životní cyklus
Larvy krasce čtyřtečného se vyvíjejí pod kůrou a v bělovém dřevu hostitelských stromů. Dospělci se objevují od jara do léta, kdy se živí pylem, nejčastěji z žlutě kvetoucích rostlin.

## Ekologie
Tento druh má význam v lesních ekosystémech, kde pomáhá při rozkladu mrtvého dřeva. Nicméně při přemnožení může poškodit mladé stromy a vést ke zhoršení zdravotního stavu lesních porostů.